# Maurice de Flavigny
Maurice Adolphe Charles, comte de Flavigny (né le 3 décembre 1799 à Vienne, Autriche - décédé le 9 octobre 1873 à Monnaie (Indre-et-Loire)), est un homme politique français, tour à tour légitimiste, orléaniste et bonapartiste. Il parcourut ainsi les trois familles de la droite française identifiées par l'historien René Rémond. Lors du Second Empire, il siégeait au Corps législatif avec un groupe de députés catholiques et libéraux, ce qui lui fit perdre le soutien du régime à partir des élections de 1863. 

## Biographie

### De Vienne à Paris et du légitimisme à l'orléanisme
Fils d'Alexandre Victor François, comte de Flavigny, page de la reine Marie-Antoinette, officier puis banquier, et d’Élisabeth de Bethmann (fille de Johann Philipp Bethmann (en), banquier à Francfort), Maurice de Flavigny est né en émigration à la suite de la Révolution de 1789. Royaliste légitimiste dans sa jeunesse, il est secrétaire du comte de Polignac, ultra-royaliste nommé en août 1829 président du Conseil.
Il est le frère de Marie de Flavigny (1805-1876), connue comme comtesse d'Agoult et amie de Franz Liszt dont elle eut trois enfants. Leur fille Cosima épousera Richard Wagner.
Le 8 juillet 1830, il épouse Louise Mathilde (1811-1883), fille aîné de Raymond de Montesquiou (1784-1867), 2e duc de Fezensac, dont il aura cinq enfants. Leur fils Emmanuel de Flavigny (1838-1887) sera préfet du Cher (1871) et préfet des Côtes-du-Nord (1872). 
Après les Trois Glorieuses, il accepta, avec réticence, de rallier la monarchie de Juillet, devenant ainsi orléaniste. Il est ainsi nommé à la Chambre des pairs le 25 décembre 1841, défendant le régime de Louis-Philippe Ier.
Après la Révolution de 1848, il parvient à se faire élire aux législatives du 13 mai 1849 en tant que représentant d'Indre-et-Loire, arrivant 3e sur 6 avec 31 425 voix (61 973 votants, 92 573 inscrits).
Siégeant parmi les députés de la droite monarchiste, il vote pour l'expédition de Rome, pour la loi Falloux-Parieu sur l'enseignement, pour la loi restrictive du suffrage universel, etc.

### Sous le Second Empire: un député catholique libéral
Après le coup d'État du 2 décembre 1851, il se rallie à Napoléon III et devint candidat officiel du régime au nouveau Corps législatif lors des élections du 29 février 1852. Élu député de la 2e circonscription d'Indre-et-Loire par 22 931 voix sur 23 364 votants et 32 669 inscrits, il prit part au rétablissement de l'Empire. 
Il siège alors avec un petit groupe catholique et libéral de députés. Soutenant le régime, il conserve ainsi une relative distance critique. Ainsi, lors des négociations de juin 1852 pour le traité de commerce avec la Sardaigne, il demande « que l'on consultât sur la partie douanière la Chambre, qui ne pouvait abandonner son droit de contrôle sans compromettre sa dignité, et pour ainsi dire son existence même ». Il réitère une telle demande, sans succès, lors du traité de commerce avec l'Angleterre d'avril 1860. En 1858, il fait partie des 24 députés qui votent contre la loi de sûreté générale établissant notamment une peine de déportation sans jugement, dite de « transportation ».
Il est réélu lors des élections législatives du 22 juin 1857 par 17 818 voix (18 239 votants, 31 811 inscrits). Cependant, son attitude lui fait perdre le soutien du régime, ce qui le contraint à se présenter aux élections du 1er juin 1863 sans être le candidat officiel. Cette perte de soutien lui est fatale, puisqu'il échoue avec 
8 387 voix contre 20 003 au candidat officiel, de Quinemont.
Le comte de Flavigny se présente toutefois à nouveau aux élections législatives du 24 mai 1869, mais est  nouveau battu par Quinemont: il n'obtient en effet que 2 161 voix contre 18 019 pour ce dernier; 3,340 pour Desplanques, et 1 227 pour Renault. Le soutien officiel du régime est en effet alors une quasi-garantie de succès, même pendant la période dite de l'« Empire libéral ».
Maurice de Flavigny est à nouveau candidat après la chute du régime, lors des élections législatives complémentaires du 2 juillet 1871, mais il n'est pas élu malgré le soutien de l'Union parisienne de la presse.

### Un des annonciateurs de la Croix rouge française

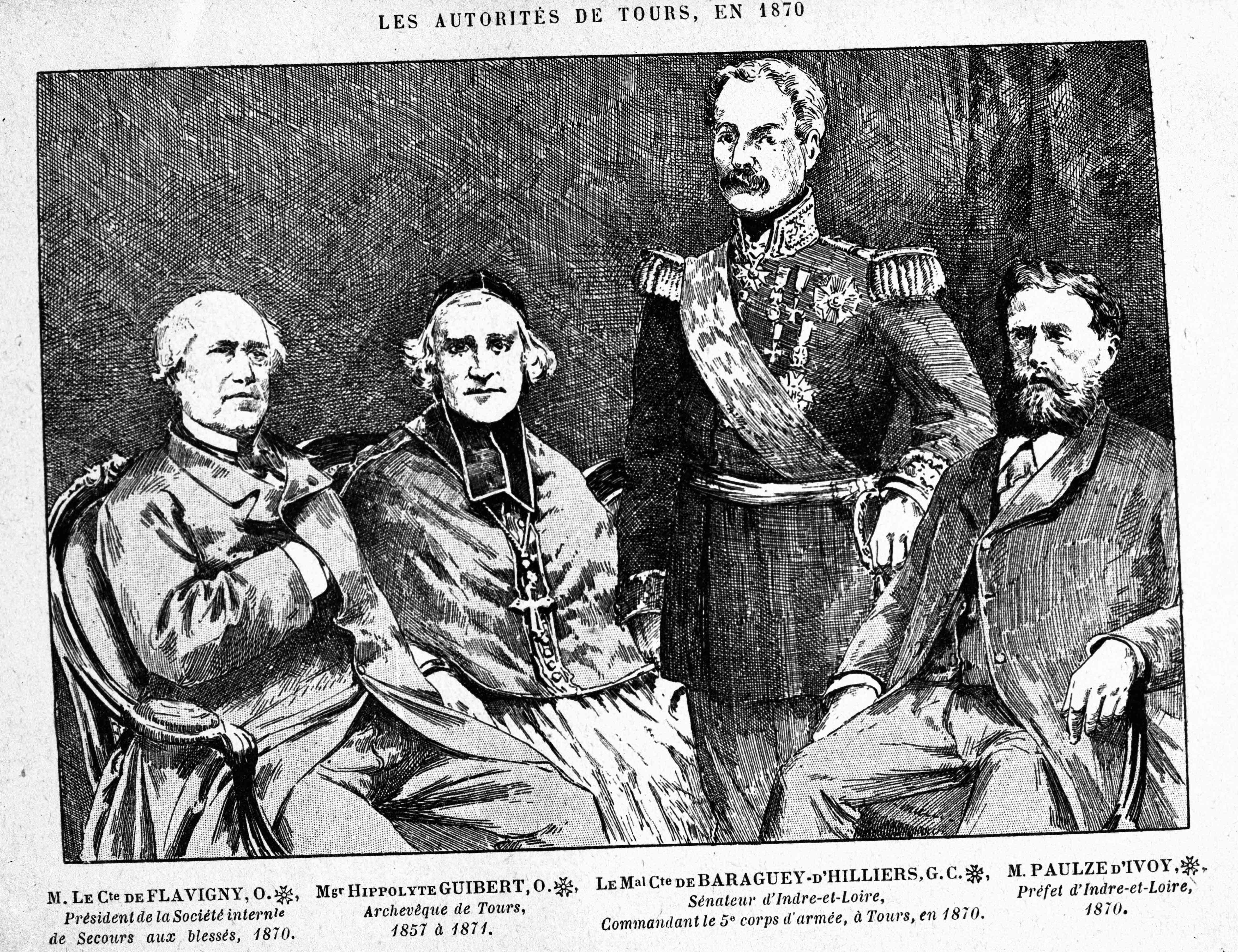
Les autorités de Tours, en 1870.

Dès avant la guerre franco-prussienne de 1870, il participe à l'organisation de la « Société internationale des secours aux blessés des armées de terre et de mer », étant nommé à sa présidence. Il refusera de ce fait la croix de commandeur de la Légion d'honneur qui lui fut offert pour ces services que lui offrit, à cette occasion, le chef de l'exécutif, Adolphe Thiers.
Avec la section tourangelle de la Société de secours aux blessés militaires, le comte de Flavigny joue un rôle particulièrement actif, les ambulances étant nombreuses dans les châteaux de la région. Il organise l'appel à la générosité privée et au dévouement dans cette zone proche des combats.

## Source principale
- Notice biographique sur le site de l'Assemblée nationale, elle-même extraite du Dictionnaire des parlementaires français de 1789 à 1889 (A.Robert et G.Cougny)